# Kaltenbach (Dürnach)
Der Kaltenbach ist ein rechter Nebenfluss der Dürnach im Landkreis Biberach in Baden-Württemberg und gehört zum Flusssystem der Donau. Er ist fünf Kilometer lang und entspringt rund einen Kilometer östlich von Ringschnait, einem Teilort der Stadt Biberach an der Riß. Größtenteils durchfließt der Bach das Waldstück Reinstetter Holz, kurz nachdem er den Wald verlassen hat, mündet er südwestlich von Wennedach in die Dürnach.